# Aleix Martorell i Guinjoan
Aleix Martorell i Guinjoan (Reus, 20 de desembre de 1861 - Cartagena 28 de desembre de 1906) va ser un enginyer militar català.
Era fill d'Aleix Martorell, pastisser, de Les Borges del Camp, i d'Antònia Ginjoan, de Riudoms. Va ingressar al cos d'enginyers de la Marina de guerra a Ferrol l'any 1880. El 1885 va ser nomenat enginyer de primera i destinat a Cartagena, on va ser professor de la seva Escola de Mestrança als 22 anys, i enginyer inspector dels polvorins de l'Armada. El 1886 va ser enviat a Marsella en comissió de serveis de la Marina espanyola i al tornar va ser destinat a Cadis, on va ser professor a l'Arsenal de la Carraca. El 1888 va ser destinat a Cavite (Filipines), on va tenir càrrecs al seu Arsenal. Tornà malalt, i s'instal·là a Cadis. El 1894 és enviat a Barcelona com a inspector d'obres i el 1896 va ser nomenat cap d'estudis de l'Escola de la Mestrança de Cartagena, on morí el 1906.